# Tipula (Lunatipula) mercedensis
Tipula (Lunatipula) mercedensis is een tweevleugelige uit de familie langpootmuggen (Tipulidae). De soort komt voor in het Nearctisch gebied.